# Браднелл-Брюс, Генри, 5-й маркиз Эйлсбери
Генри Огастес Браднелл-Брюс, 5-й маркиз Эйлсбери (англ. Henry Augustus Brudenell-Bruce, 5th Marquess of Ailesbury; 11 апреля 1842 — 10 марта 1911) — британский дворянин, военный, бизнесмен и консервативный политик, именовавшийся лордом Генри Брюсом с 1878 по 1894 год.

## Ранняя жизнь
Родился 11 апреля 1842 года. Третий сын Эрнеста Браднелла-Брюса, 3-го маркиза Эйлсбери (1811—1886), и его жены, достопочтенной Луизы Элизабет (1814—1891), дочери Джона Хорсли-Бересфорда, 2-го барона Дециса (1814—1891), и Шарлотты Филадельфии Хорсли (? — 1852). Он получил образование в школе Уиндлшем-хаус и Итонском колледже.

## Карьера
Он служил в британской армии и получил звание капитана в 9-м пехотном полку и подполковника в 3-м батальоне Уилтширского полка герцога Эдинбургского. С 1886 по 1892 год он был членом Палаты общин Великобритании от Чиппенхэма. Он также был председателем компании Meux & Co, пивовары.
10 апреля 1894 года после смерти своего бездетного племянника Джорджа Браднелла-Брюса, 4-го маркиза Эйлсбери (1863—1894), он унаследовал титул 5-го маркиза Эйлсбери и занял свое место в Палате лордов Великобритании.

## Семья
10 ноября 1870 года лорд Эйлсбери женился на Джорджиане Софии Мэри Пинкни (? — 23 июня 1902), дочери Джорджа Генри Пинкни из Таустока, Девон. У них было трое детей:
- Леди Эрнестина Мэри Альма Джорджиана Браднелл-Брюс (6 сентября 1871 — 18 мая 1953), муж с 1898 года лейтенант Гарри Брейди Хант (? — 1926)
- Джордж Уильям Джеймс Чандос Браднелл-Брюс, 6-й маркиз Эйлсбери (21 мая 1873 — 4 августа 1961)
- Леди Вайолет Луиза Марджори Браднелл-Брюс (1 марта 1880 — 26 августа 1923), муж с 1907 года Джеймс Бинни (? — 1935) из Памписфорд-Холла, Кембриджшир, и родила трех детей: Мерлина Браднелла Бинни (род. 1908), Оливию Ровену Бинни (род. 1910) и Гектора Даннескиолда Браднелла Бинни (род. 1919)[3].

Маркиз Эйлсбери оставался вдовцом до своей смерти в марте 1911 года в возрасте 68 лет. Ему наследовал титул маркиза его сын Джордж.